# Yves Jort
Pour les articles homonymes, voir Jort (homonymie).
Yves Jort, né le 20 février 1938 à Rennes (France), est un footballeur français, qui évoluait au poste de défenseur central au FC Nantes.

## Carrière
- 1955-1966 : FC Nantes  [1]

## Palmarès
- Vainqueur du Championnat de France en 1965 et 1966 avec le FC Nantes
- Vainqueur du Challenge des champions en 1965 avec le FC Nantes